# Georgia Frontiere
Georgia Frontiere (nacida como Violet Frances Irwin, 21 de noviembre de 1927 - 18 de enero de 2008) fue una empresaria y artista estadounidense. Fue la propietaria mayoritaria y presidenta de Los Angeles/San Luis Rams de la NFL y la dueña femenina más prominente en una liga históricamente dominada por hombres.
Durante sus casi tres décadas a cargo (1979-2008), los Rams llegaron a los playoff en 14 temporadas, jugaron 25 juegos de postemporada, ganaron 13 juegos de postemporada, llegaron al Super Bowl tres veces y ganaron el juego de campeonato una vez en 2000. Su compromiso con el equipo le ganó el apodo de «Madame Ram».
Como filántropa, Frontiere creó la Fundación St. Louis Rams, formó parte de la junta directiva del capítulo local de United Way, la Orquesta Sinfónica de San Luis, Herbert Hoover Boys and Girls Club, Crohn's y Colitis Foundation of America y la American Foundation for AIDS Research e hizo numerosas contribuciones caritativas tanto a las artes como a otras organizaciones en San Luis y en otros lugares.